# Luonnonmaa
Luonnonmaa är en ö i Finland. Den ligger i kommunen Nådendal i den ekonomiska regionen  Åbo ekonomiska region och landskapet Egentliga Finland, vid Östersjön i den sydvästra delen av landet, 160 km väster om huvudstaden Helsingfors. Arean är 44 kvadratkilometer.
Luonnonmaa knyts till Nådendals centrum genom Ukko-Pekka-bron över Naantalinsalmi (namnet syftar på president Svinhufvud) och en nyare parallell bro. Bron över Särkänsalmi förenar Luonnonmaa med Merimasku och Rimito, som liksom Luonnonmaa – i tiden tillhörande Nådendals landskommun – numera tillhör Nådendals kommun.
Terrängen på Luonnonmaa är mycket platt. Öns högsta punkt är 50 meter över havet. Den sträcker sig 7,0 kilometer i nord-sydlig riktning, och 8,3 kilometer i öst-västlig riktning.
På Luonnonmaa ligger Gullranda, Finlands presidents sommarresidens.

## Klimat
Inlandsklimat råder i trakten.[källa behövs] Årsmedeltemperaturen i trakten är 5 °C. Den varmaste månaden är augusti, då medeltemperaturen är 18 °C, och den kallaste är januari, med −6 °C.